# خوش باش (آلبوم کایلی مینوگ)
 «خوش باش» آلبومی از هنرمند اهل استرالیا کایلی مینوگ است که در سال ۱۹۸۹ میلادی منتشر شد.